# Melanokrates Gestein

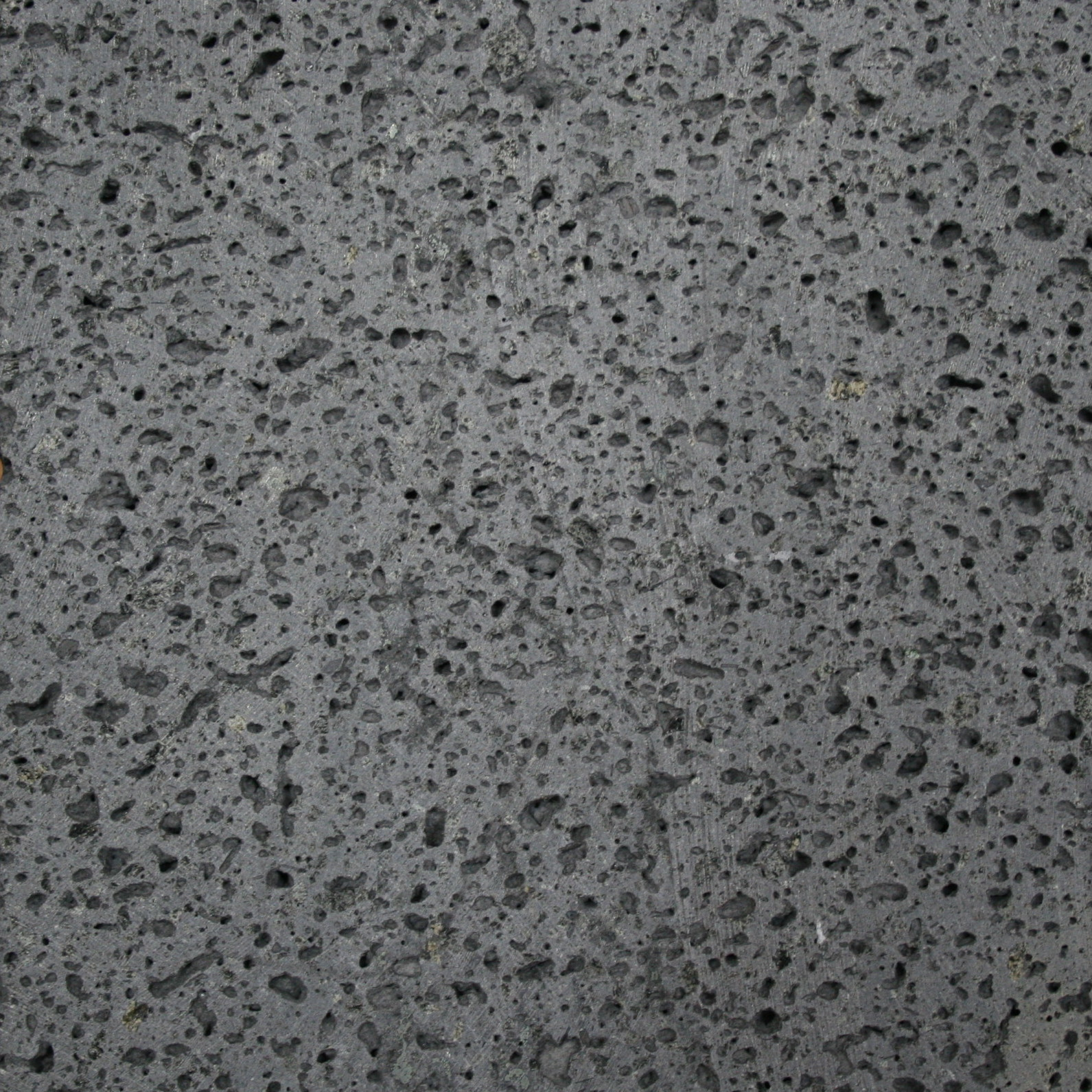
Nahaufnahme von „Mayener Basaltlava“ aus dem Quartär der Eifel. Dieses Gestein wird petrographisch bei den Tephriten eingeordnet und ist somit ein typisches melanokrates Gestein.

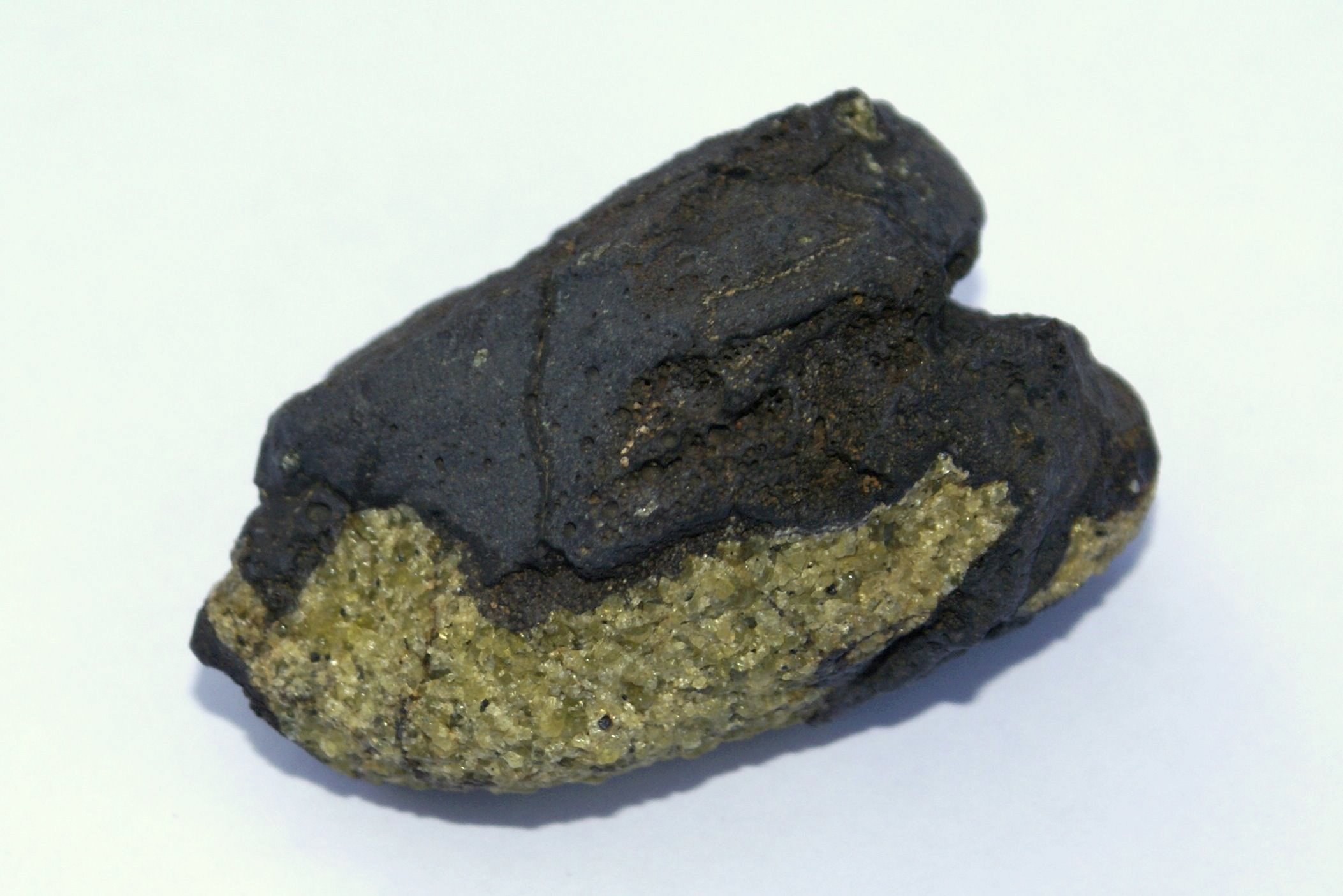
Handstück mit Dunit, ummantelt von Basanit, von der Insel Réunion. Verwirrenderweise ist hier das melanokrate Gestein (Basanit) dunkler als das holomelanokrate Gestein (Dunit), da Olivin, das Mineral, aus dem Dunit fast ausschließlich besteht, heller ist als die Klinopyroxene, die im Mafit-Anteil des Basanits dominieren.

Melanokrate Gesteine (von altgriechisch μέλας mélas, deutsch ‚schwarz‘), auch kurz Melagesteine genannt, sind magmatische Gesteine mit einer relativ dunklen Farbtönung. Ursächlich dafür ist, dass das Gestein einen verhältnismäßig hohen Volumenanteil an dunklen mafischen Mineralen (Farbindex M′) aufweist.
Im engeren Sinn gilt das Attribut „melanokrat“ für Gesteine mit M′ zwischen 65 und 90. Gesteine mit M′ > 90 werden als holomelanokrat (ultramafisch) und Gesteine mit M′ zwischen 35 und 65 werden als mesokrat oder mesotyp bezeichnet. Melanokrate Gesteine finden sich z. B. innerhalb der Gabbro- und Basalt-Familie. 
Darüber hinaus ist es bei Magmatiten üblich, einem Gesteinsnamen die Vorsilbe Mela- voranzustellen, wenn das entsprechende Gestein dunkler ist als durchschnittliches Gestein der gleichen Gesteinsfamilie. Hierbei ist der Durchschnittswert für M′ innerhalb der betrachteten Gesteinsfamilie ausschlaggebend. Beispielsweise ist bei einem Melagranit M′ immer noch so gering (> 20), dass er allgemein als leukokrates Gestein klassifiziert würde, während M′ bei einem Melagabbro mit > 65 deutlich höher ist.